# Albrecht Wüstenhagen
Albrecht Wüstenhagen (* 19. Oktober 1892 in Klostermansfeld; † 26. April 1944 oder 26. Juni 1944 südwestlich von Witebsk, vermutlich bei Kochanowa) war ein deutscher Offizier, zuletzt Generalleutnant im Zweiten Weltkrieg.

## Leben
Albrecht Wüstenhagen war ein Sohn vom Amtsrat, Oberamtmann, Rittmeister und Domänenpächters von Klostermansfeld Otto Wüstenhagen.
Wüstenhagen trat am 24. Mai 1913 in die Armee ein, wurde am 8. August 1914 zum Leutnant beim Fußartillerie-Regiment 13 befördert und diente als Offizier im Ersten Weltkrieg. Er schied am 27. Juli 1919 aus der Armee aus und war anschließend in der Landwirtschaft tätig.
Mitte 1935 trat er als Hauptmann wieder in die Armee ein und wurde Ende 1936 wieder aktiviert. Mitte November 1937 wurde er Chef der 9. Batterie des Artillerie-Regiments 17 der 17. Infanterie-Division. Ab April 1939 war er Kommandeur der I. Abteilung des Artillerie-Regiments 22 der 22. Infanterie-Division und ab September 1939 Kommandeur der II. Abteilung des Artillerie-Regiments 30 der 30. Infanterie-Division. Nachdem er Ende 1940 zum Oberstleutnant befördert worden war, übernahm er Ende November 1941 das Kommando über das Artillerie-Regiment 129 der 129. Infanterie-Division. Als Oberst; Beförderung war im April 1942 erfolgt; führte er von September 1943 bis Dezember 1943 vertretungsweise für Eberhard von Kurowski als Kommandeur die 110. Infanterie-Division. Zusätzlich war er von November 1943 bis zu einem Tod Kommandeur der 256. Infanterie-Division. Diese nach der Smolensker Operation erheblich geschwächte Einheit, nun als Divisionsgruppe 256 weitergeführt, wurde im Juni 1944 bei der Operation Bagration mit anderen Divisionen des IV. Armeekorps bei Witebsk vernichtet.
Über die Todesursache und das Sterbedatum gibt es unterschiedliche Angaben. So wird einerseits über einen möglichen Tod (möglicherweise durch Selbstmord) im April 1944 spekuliert. Dagegen spricht jedoch einerseits, dass die von ihm im Herbst 1943 übernommene Division zu diesem Zeitpunkt in keine maßgebliche Kampfhandlungen verwickelt war. Andererseits wäre ihm seine Beförderung zum Generalleutnant am 1. Juni 1944 dann erst mit fast zweimonatiger Verzögerung posthum zugestanden worden. Wahrscheinlicher ist daher, dass er im Verlauf der Operation Bagration gefallen ist: So wird berichtet, dass „General von Wüstenhagen“ am 25. Juni 1944 die Reste der 256. Infanterie-Division südwestlich der Autobahn Moskau/Minsk sammelte. Es ist daher wahrscheinlich, dass Wüstenhagen Ende Juni im Dienstgrad eines Generalleutnants verstarb.
Als Kommandeur des Artillerie-Regiments 129 wurde Wüstenhagen am 2. Dezember 1942 das Ritterkreuz des Eisernen Kreuzes verliehen.
Er war verheiratet. Einer seiner Söhne war der Hauptmann Hans-Albrecht Wüstenhagen (1920–2008), ebenfalls ein Ritterkreuzträger.